# USS Lionfish (SS-298)
L'USS Lionfish (SS-298) est l’un des 120 sous-marins américains de classe Balao construit pendant la Seconde Guerre mondiale.
Il a été appelé « Lionfish », un poisson de la famille des Scorpaenidae, vivant dans le Pacifique et la mer des Caraïbes. Il pesait 1 550 tonnes et était armé de six tube lance-torpilles à l'avant et quatre à l'arrière. Il avait un canon de pont et deux autres canons. En 1986, il a été classé National Historic Landmark et est exposé à la Battleship Cove (litt. Crique du Cuirassé) à Fall River (Massachusetts).

## Histoire
L'USS Lionfish a été commandé le 15 décembre 1942. Construit par le William Cramp and Sons (Philadelphie) et le chantier naval de Portsmouth (Kittery (Maine), il est lancé le 7 novembre 1943. Son premier commandant est le capitaine Edwards D. Spruance, fils de l’amiral Raymond Spruance.
Le 1er novembre 1944, il commence ses essais au large de la Nouvelle Angleterre. Le 1er avril 1945, il réalise sa première patrouille de guerre contre les japonais. Dix jours plus tard, le 11 avril, il évite deux torpilles tirées par un sous-marin japonais.
Le 1er mai 1945, il coule une goélette japonaise avec ses canons à pont. Il récupère les aviateurs d'un B-29 rescapés par le sous-marin USS Ray (en). Il débarque les aviateurs à Saipan et va se ravitailler aux Îles Midway.
Le 2 juin 1945, il commence sa deuxième patrouille de guerre. Après 8 jours, le 10 juillet 1945, il tire deux torpilles sur le sous-marin japonais I-162 qui se trouve en surface. L’équipage du Lionfish entend des explosions et voit de la fumée à travers son périscope, mais le I-162 fuit.
Le Lionfish tire sur deux autres sous-marins japonais encore sans succès. Il sauve des aviateurs alliés abattus au large des cotes du Japon.

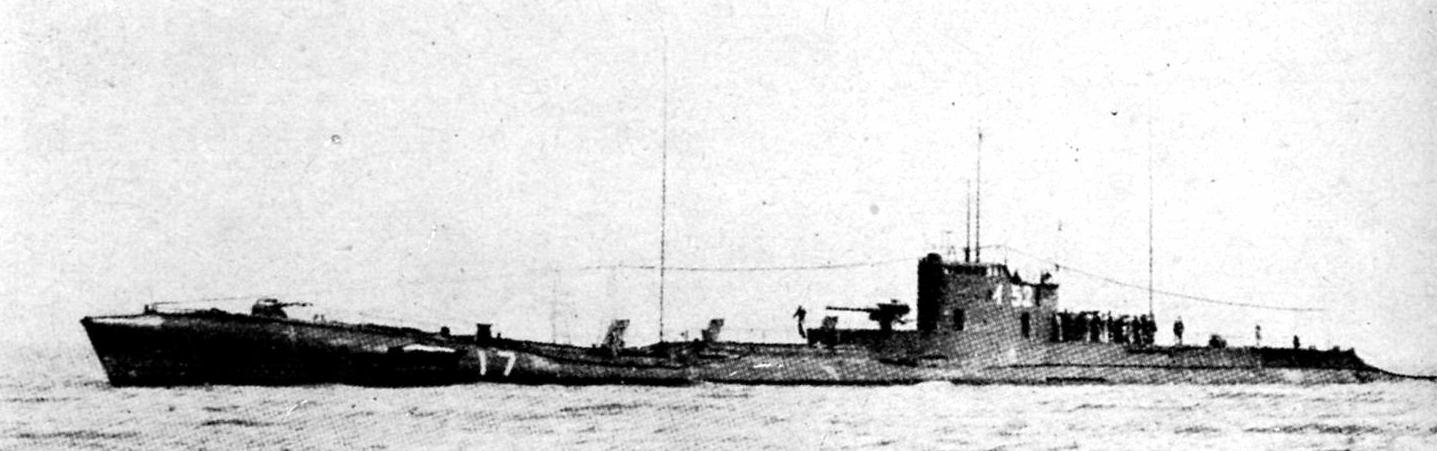
Kaidai II (classe I-152)

Le 15 août 1945, la Deuxième Guerre mondiale se termine, le Lionfish va aux chantiers navals de Mare Island Naval Shipyard à San Francisco où il est désarmé le 16 janvier 1946.
Il recevra deux médailles :
- Asiatic-Pacific Campaign Medal avec une étoile Service star ;
- World War II Victory Medal.

Le 31 janvier 1951, le Lionfish est réarmé pour des croisières de formation le long de la côte est.
Il participe à des exercices avec l'OTAN en Méditerranée. Il va au chantier naval de Boston Navy Yard à Boston où il est de nouveau désarmé le 15 décembre 1953.
Il reçoit la médaille Navy Occupation Medal with "EUROPE" clasp et la médaille National Defense Service Medal.
En 1960, il est une troisième fois remis en service, mais comme bâtiment d’entraînement pour des réservistes à Providence.
En 1971, il est retiré du service et classé au National Register of Historic Places listings in Fall River, Massachusetts (en).
En 1973, il devient un sous-marin musée à la Battleship Cove (litt. Crique du Cuirassé) à Fall River. Ayant une configuration « tel que construit » et un état de conservation remarquable, il a été classé au National Historic Landmark le 14 janvier 1986.

## Dans la culture populaire

### Cinéma
L'USS Lionfish sert de cadre au film de science-fiction américain USS Lionfish (Subconscious) réalisé par Georgia Hilton (en), sorti en 2015, qui raconte l'histoire du professeur Peter Williams, interprété par Tim Abell (en), qui avec l’aide de sa femme Stacey (Aleisha Force (en)), va remonter le temps en 1943 dans le sous-marin USS Lionfish pour fournir à l'armée américaine la technologie du futur et permettre aux États-Unis de gagner la Seconde Guerre mondiale contre les Allemands. Le Lionfish a servi de lieu de tournage pour le film  dans laquelle le sous-marin représente une version fictive de lui-même dans une intrigue / science-fiction surnaturelle qui a lieu dans les deux années 1943 et 2014.

### Jeux vidéo
Le sous-marin est en vedette sur le boîtier du DVD du jeu Silent Hunter 4: Wolves of the Pacific de 2007 de Ubisoft.